# 2007年太平洋颱風季
| 太平洋颱風季             |
| 主題頁 - 專題 - 編輯指南 |

2007年太平洋颱風季泛指在2007年全年內的任何時間，於赤道以北及國際換日線以西的太平洋水域所產生的熱帶氣旋。雖然有關方面並沒有設下本颱風季的指定期限，但大部份於西北太平洋的熱帶氣旋通常都會於六月至十二月期間形成。
本條目的範圍僅侷限於赤道以北及國際換日線以西的太平洋水域。於赤道以北及國際換日線以東的太平洋水域產生的風暴則被稱為颶風。在西太平洋產生的熱帶風暴是由東京颱風中心命名，而在該地區的熱帶低氣壓的編號都以字母作結。而凡進入或產生於菲律賓風暴責任範圍以內的熱帶低氣壓，菲律賓大氣地理天文部門 (PAGASA) 都會為它們訂立一個菲律賓名稱，作當地警報用途；因此同一個風暴有時候會有兩個不同的名稱。
以下各熱帶氣旋資訊以熱帶氣存在期間的最強形態為準。

## 已被國際命名的熱帶氣旋
2007年太平洋颱風季總共產生了24個熱帶氣旋。以下所有風暴資料皆是根據日本氣象廳的季後報告重新編寫而成。

### 颱風康妮 (Kong-rey)
在3月31日，一熱帶低氣壓於密克羅尼西亞之東形成。同日，聯合颱風警報中心將它升格為熱帶風暴。第二天，日本氣象廳將它升格為熱帶風暴，並將它命名為康妮。同日，日本氣象廳將它升格為強烈熱帶風暴。4月2日，聯合颱風警報中心將它升格為颱風。第二天，日本氣象廳將它升格為颱風。4月4日，日本氣象廳將它降格為強烈熱帶風暴。同日，聯合颱風警報中心將它降格為熱帶風暴。第二天，聯合颱風警報中心為它發出最後報告。同日，日本氣象廳將它降格為熱帶風暴。4月6日，它轉化為溫帶氣旋，日本氣象廳為它發出最後報告。

### 颱風玉兔 (Yutu)
PAGASA:Amang
在5月15日，一熱帶低氣壓於關島以東南偏南形成。5月17日，日本氣象廳將它升格為熱帶風暴，並將它命名為玉兔。第二天，日本氣象廳將它升格為強烈熱帶風暴。同日，日本氣象廳將它升格為颱風。5月22日，聯合颱風警報中心為它發出最後報告。同日，日本氣象廳將它降格為強烈熱帶風暴，再在較後時間將它降格為熱帶風暴。第二天，日本氣象廳為它發出最後報告。

### 熱帶風暴桃芝 (Toraji)
在7月2日，中國氣象局發現一熱帶低氣壓在海南島之東南形成，不過日本氣象廳到7月3日才承認這個熱帶低氣壓。它在7月4日於海南島登陸。第二天，日本氣象廳將它升格為熱帶風暴，並將它命名為桃芝。同日，它在越南登陸並消散。

### 颱風萬宜 (Man-yi)
PAGASA:Bebeng
在7月7日，一熱帶低氣壓在關島之東南形成。同日，聯合颱風警報中心將它升格為熱帶風暴。第二天，日本氣象廳將它升格為熱帶風暴，並將它命名為萬宜。7月9日，日本氣象廳將它升格為強烈熱帶風暴。第二天，日本氣象廳將它升格為颱風。7月12日，聯合颱風警報中心將它升格為超級颱風。第二天，聯合颱風警報中心將它降格為颱風。同日，聯合颱風警報中心將它升格為超級颱風，不過6小時後就再將它降格為颱風。7月14日中午12時，萬宜於日本鹿兒島縣指宿市登陸。下午1時，萬宜於日本鹿兒島縣鹿屋市登陸。下午8時半，萬宜於日本高知縣土佐清水市登陸。7月15日上午4時，萬宜於日本和歌山縣東牟婁郡串本町登陸。當日早上，日本氣象廳將它降格為強烈熱帶風暴。同日，聯合颱風警報中心為它發出最後報告。同日，日本氣象廳將它降格為熱帶風暴。7月17日，日本氣象廳為它發出最後報告。

### 颱風天兔 (Usagi)
在7月28日，一熱帶低氣壓在塞班島之東北形成。同日，聯合颱風警報中心將它升格為熱帶風暴。第二天，日本氣象廳將它升格為熱帶風暴，並將它命名為天兔。同日，聯合颱風警報中心將它升格為颱風。7月30日，日本氣象廳將它升格為強烈熱帶風暴。第二天，日本氣象廳將它升格為颱風。8月2日17時，它在日本宮崎縣日向市登陸，日本氣象廳將它降格為強烈熱帶風暴。8月3日0時，它在日本山口縣宇部市登陸，並減弱為熱帶風暴。同日，聯合颱風警報中心為它發出最後報告。8月4日12時，它在日本青森縣五所川原市登陸。同日13時，它在日本青森縣陸奧市登陸，日本氣象廳為它發出最後報告。

### 颱風帕布 (Pabuk)
PAGASA:Chedeng
在8月5日，熱帶風暴帕布在關島之西北形成。第二天，日本氣象廳將它升格為強烈熱帶風暴。8月7日，日本氣象廳將它升格為颱風。第二天，日本氣象廳將它降格為強烈熱帶風暴。同日，聯合颱風警報中心將它降格為熱帶風暴。同日，它在台灣屏東縣滿州鄉登陸。同日，聯合颱風警報中心將它升格為颱風。8月8日，日本氣象廳將它降格為熱帶風暴，在香港天文台以西約30公里海面掠過。第二天，聯合颱風警報中心為它發出最後報告。同日，日本氣象廳為它發出最後報告。同日，聯合颱風警報中心為它重新發出報告。同日，聯合颱風警報中心為它發出最後報告。但它的中心再往南移動，並再次增強，香港天文台再次把它升格為熱帶風暴；帕布於南海北部打了個轉，再次增強，並轉向東北移動，正面吹襲香港西部，令香港天文台在2007年8月10日早上七時五十分至下午二時三十分期間，不足七小時內先後發出一號戒備信號、三號強風信號及八號西南烈風或暴風信號，港交所亦於當日下午二時四十五分終止當日之交易時段。於同日傍晚，當帕布掠過香港西部及后海灣時，帕布急劇改變其移動方向，由原本向東北轉了差不多九十度往西北，並於中山市登陸。登陸後帕布出現了一些不規則移動，並逐漸減弱，香港天文台將帕布降格為一熱帶低氣壓。8月11日，香港天文台再把帕布降格為一低壓區，當時帕布已開始在珠江上空消散。

### 熱帶風暴蝴蝶 (Wutip)
PAGASA:Dodong
蝴蝶於8月7日在馬尼拉以東約820公里的北太平洋西部上發展成為一個熱帶低氣壓，初時向西北移動，並於翌日增強為熱帶風暴。它於8月9日早上減弱為熱帶低氣壓，9時在台灣台東縣長濱鄉登陸，當日在台灣減弱為一個低壓區。

### 颱風聖帕 (Sepat)
PAGASA:Egay
在8月12日，一熱帶低氣壓在關島之西北形成。同日，日本氣象廳將它升格為熱帶風暴，並將它命名為聖帕。第二天，日本氣象廳將它升格為強烈熱帶風暴。8月14日，日本氣象廳將它升格為颱風。第二天，聯合颱風警報中心將它升格為超級颱風。8月17日，聯合颱風警報中心將它降格為颱風。同日5時40分，它在台灣花蓮縣秀姑巒溪口登陸。第二天，日本氣象廳將它降格為強烈熱帶風暴。同日，它登陸福建省。8月19日，日本氣象廳將它降格為熱帶風暴。第二天，日本氣象廳為它發出最後報告。

### 颱風菲特 (Fitow)
在8月29日凌晨，一熱帶低氣壓在塞班島之東北形成。同日上午，日本氣象廳將它升格為熱帶風暴，並將它命名為菲特。同日傍晚，日本氣象廳將它升格為強烈熱帶風暴。8月30日，日本氣象廳將它升格為颱風。9月1日，日本氣象廳將它降格為強烈熱帶風暴。9月5日，日本氣象廳將它升格為颱風。9月6日下午11時，菲特於日本靜岡縣賀茂郡南伊豆町登陸。9月7日，它減弱為一強烈熱帶風暴。同日，聯合颱風警報中心為它發出最後報告。同日，它減弱為一熱帶風暴。9月8日上午0時，菲特於日本北海道函館市登陸。同日上午2時半，菲特於日本北海道虻田郡洞爺湖町登陸。同日，日本氣象廳為它發出最後報告。

### 強烈熱帶風暴丹娜絲 (Danas)
2007年9月3日，一個低壓區在威克島西北部海面上生成。
9月6日上午8時，日本氣象廳將其升格為熱帶低氣壓。下午2時，聯合颱風警報中心將其升格為熱帶低氣壓，並給予編號11W。
9月7日下午2時，日本氣象廳將其升格為熱帶風暴，並命名為丹娜絲。下午8時，聯合颱風警報中心將其升格為熱帶風暴。
9月9日下午8時，日本氣象廳將其升格為強烈熱帶風暴。
9月10日下午2時，聯合颱風警報中心將其升格為颱風。
9月11日上午8時，聯合颱風警報中心將其降格為熱帶風暴。下午8時，日本氣象廳將其降格為熱帶風暴。同時，聯合颱風警報中心對其發出最後警報。
9月12日上午2時，日本氣象廳認為丹娜絲已經轉化為溫帶氣旋。

### 颱風百合 (Nari)
PAGASA:Falcon
在9月12日，一熱帶低氣壓在那霸之東南形成。第二天，日本氣象廳將它升格為熱帶風暴，並將它命名為百合。同日，日本氣象廳將它升格為強烈熱帶風暴。9月14日，日本氣象廳將它升格為颱風。同日，它掠過久米島。9月16日，它在南韓濟州島登陸。同日，它在南韓全羅南道高興郡登陸。同日，日本氣象廳將它降格為強烈熱帶風暴。同日，日本氣象廳將它降格為熱帶風暴。同日，聯合颱風警報中心為它發出最後報告。同日，它在南韓慶尚北道鬱陵島登陸。第二天，日本氣象廳為它發出最後報告。

### 颱風韋帕 (Wipha)
PAGASA:Goring
在9月15日，一熱帶低氣壓在那霸之東南形成。第二天，日本氣象廳將它升格為熱帶風暴，並將它命名為韋帕。同日，日本氣象廳將它升格為強烈熱帶風暴。9月17日，日本氣象廳將它升格為颱風。同日，聯合颱風警報中心將它升格為超級颱風。上午7時半，韋帕於西表島登陸。第二天，聯合颱風警報中心將它降格為颱風。同日，它在浙江溫州蒼南境内登陸。9月19日，日本氣象廳將它降格為強烈熱帶風暴。同日，聯合颱風警報中心為它發出最後報告。同日，日本氣象廳將它降格為熱帶風暴。同日，它減弱為熱帶低氣壓，日本氣象廳為它發出最後報告。

### 熱帶風暴范斯高 (Francisco)
在9月22日，一熱帶低氣壓在香港之東南形成。第二天，日本氣象廳將它升格為熱帶風暴，並將它命名為范斯高。9月24日，范斯高在海南省文昌市登陸。9月25日，它減弱為熱帶低氣壓，日本氣象廳為它發出最後報告。

### 強烈熱帶風暴利奇馬 (Lekima)
PAGASA:Hanna
在9月27日，菲律賓大氣地理天文部門發現一熱帶低氣壓於卡坦端奈斯島之東形成，但日本氣象廳在9月29日，它登陸菲律賓Aurora省後，才把它確認為熱帶低氣壓。第二天，日本氣象廳將它升格為熱帶風暴，並將它命名為利奇馬。同日，日本氣象廳將它升格為強烈熱帶風暴。10月2日，聯合颱風警報中心將它升格為颱風，見右圖可見利奇馬的風眼。第二天，它在越南登陸。同日，日本氣象廳將它降格為熱帶風暴，而聯合颱風警報中心亦將它降格為熱帶風暴。10月4日，它減弱為熱帶低氣壓，日本氣象廳為它發出最後報告。

### 颱風柯羅莎 (Krosa)
PAGASA:Ineng
在10月1日，菲律賓大氣地理天文部門發現一熱帶低氣壓於呂宋島之東形成，日本氣象廳在同日把它確認為熱帶低氣壓。第二天，日本氣象廳將它升格為熱帶風暴，並將它命名為柯羅莎。同日，日本氣象廳將它升格為強烈熱帶風暴。10月3日，日本氣象廳將它升格為颱風。10月5日，聯合颱風警報中心將它升格為超級颱風。第二天，聯合颱風警報中心將它降格為颱風。同日，它在台灣宜蘭縣頭城鎮登陸。10月7日，日本氣象廳將它降格為強烈熱帶風暴。同日，它在福鼎市登陸。第二天，日本氣象廳將它降格為熱帶風暴。同日，日本氣象廳為它發出最後報告。

### 熱帶風暴海燕 (Haiyan)
一個溫帶低壓在9月30日於國際換日線以西形成，當時系統為冷心結構。10月5日，系統中心錄得暴風，系統漸轉為暖心結構。在10月6日，日本氣象廳將該系統升格為熱帶風暴，並將它命名為海燕。同日，熱帶風暴海燕減弱為熱帶低氣壓，日本氣象廳為它發出最後報告。
事後，聯合颱風警報中心定之為熱帶風暴27W。

### 強烈熱帶風暴楊柳 (Podul)
10月3日，一热带低气压于关岛之东北形成。日本气象厅将其升格为热带低气压。
在10月6日，日本氣象廳將该熱帶低氣壓升格為熱帶風暴，並將它命名為楊柳。10月7日，日本氣象廳為它發出最後報告，报告中指出杨柳已逐渐转化为一温带气旋。

### 熱帶風暴玲玲 (Lingling)
在10月12日，日本氣象廳將在中途島之西南的熱帶低氣壓升格為熱帶風暴，並將它命名為玲玲。第二天，聯合颱風警報中心為它發出最後報告。10月15日，日本氣象廳為它發出最後報告。

### 颱風劍魚 (Kajiki)
在10月19日，一熱帶低氣壓在塞班島之西北形成。同日，日本氣象廳將它升格為熱帶風暴，並將它命名為劍魚。同日，日本氣象廳將它升格為強烈熱帶風暴。第二天，日本氣象廳將它升格為颱風。10月21日，聯合颱風警報中心為它發出最後報告。同日，日本氣象廳將它降格為強烈熱帶風暴。第二天，日本氣象廳為它發出最後報告。

### 強烈熱帶風暴法茜 (Faxai)
PAGASA:Juaning
熱帶風暴法茜源於10月24日位於關島以西約805公里一片持續存在的對流帶。衛星圖像顯示下層大氣中有大範圍環流轉向，表面附近還存在低壓槽。對流圍繞下層環流中心合併，其上層環境有利於系統發展，風切變較弱，外流發散程度也小。次日，日本氣象廳將此系統歸類為熱帶低氣壓。之後不久，聯合颱風警報中心因部分外層對流深化而發佈熱帶氣旋形成警報。由於北面有亞熱帶高壓脊的影響，風暴朝西北方向行進。到了協調世界時10月26日0點，菲律賓大氣地球物理和天文管理局把系統指定為熱帶低氣壓，並給其起了一個當地名稱。日本氣象廳大概也在同一時間將低氣壓升級為熱帶風暴並將其命名為「法茜」。
聯合颱風警報中心把法茜歸類為第號熱帶低氣壓。幾個小時後，風暴開始向溫帶氣旋過渡，風暴內的對流主要保持在其西北部分，而西南部分則有溫度較低且乾燥的空氣進入。到了中午12點，菲律賓大氣地球物理和天文管理局發佈了對的最後一份公告，因為風暴已經離開其監控責任範圍。聯合颱風警報中心報告第號熱帶低氣壓已融入一片斜壓區而轉變成溫帶氣旋。法茜的南部邊緣發展出一片冷鋒，這正是溫帶氣旋的特點之一。不過就在這一時間左右，日本氣象廳將法茜升級為強烈熱帶風暴，其10分鐘的持續風速達到每小時95公里。
隨後不久，聯合颱風警報中心根據系統發展出一片明顯的中心密集雲區而將低氣壓升級為熱帶風暴。朝鮮半島上空的一個短波槽給法茜的增強提供了有利的上層環境。次日清晨，法茜開始迅速加速朝東北方向的中緯度西風帶前進。熱帶風暴與一個位於日本上空的反氣旋之間形成了強勁的氣壓梯度，令法茜的風場大幅向東北方向擴散。到聯合颱風警報中心發佈最後一份公告時，他們估計風暴已經達到最高強度，一分鐘的持續風速為每小時75公里。日本氣象廳也估計法茜這時達到了最高強度，10分鐘持續風速為每小時100公里，最低氣壓為975毫巴（百帕，28.79英寸汞柱）。但是美國國家海洋和大氣管理局的報告中則認為法茜這個時候已經達到颶風強度，風速為每小時130公里。風暴接下來繼續快速地向東北方向前進，並於UTC10月27日中午12點左右在本州東岸近海變成溫帶氣旋。這股溫帶氣旋殘留之後保持了超過一天時間，於10月28日晚在開放海域上空消散。不過美國國家海洋和大氣管理局仍在繼續對法茜的殘留進行監控，該系統於10月29日到達阿留申群島。次日，風暴快速強化，到其中心氣壓低至957毫巴（百帕）。10月31日，系統行進到阿拉斯加州海域並減弱。

### 颱風琵琶 (Peipah)
PAGASA:Kabayan
在11月3日，一熱帶低氣壓於馬尼拉之東北形成。同日，日本氣象廳將它升格為熱帶風暴，並將它命名為琵琶。第二天，日本氣象廳將它升格為強烈熱帶風暴。同日，它在菲律賓伊莎貝拉省登陸。同日，聯合颱風警報中心將它升格為颱風。第二天，聯合颱風警報中心將它降格為熱帶風暴。同日，聯合颱風警報中心將它升格為颱風。11月6日，日本氣象廳將它升格為颱風。第二天，日本氣象廳將它降格為強烈熱帶風暴。同日，日本氣象廳將它降格為熱帶風暴，聯合颱風警報中心亦將它降格為熱帶風暴。11月8日，聯合颱風警報中心將它降格為熱帶低氣壓。第二天，它減弱為熱帶低氣壓，日本氣象廳為它發出最後報告。

### 熱帶風暴塔巴 (Tapah)
在11月11日，一熱帶低氣壓於硫磺島之西南形成。第二天，日本氣象廳將它升格為熱帶風暴，並將它命名為塔巴。11月13日，它減弱為熱帶低氣壓，日本氣象廳為它發出最後報告。

### 颱風米娜 (Mitag)
PAGASA:Mina
在11月20日，一熱帶低氣壓在雅蒲島之西北形成。同日，日本氣象廳將它升格為熱帶風暴，並將它命名為米娜。第二天，日本氣象廳將它升格為強烈熱帶風暴。11月22日，日本氣象廳將它升格為颱風。11月25日，它在菲律賓登陸。第二天，日本氣象廳將它降格為強烈熱帶風暴。11月27日，日本氣象廳將它降格為熱帶風暴。同日，它減弱為熱帶低氣壓，日本氣象廳為它發出最後報告。

### 颱風海貝思 (Hagibis)
PAGASA:Lando
11月18日，一个热带低气压于萨马岛东侧近海形成。
11月19日，该热带低气压于莱特岛南部登陆。
11月20日，该热带低压于苏禄海被升格为热带风暴，并被命名为海贝思。海贝思在当晚在巴拉望岛东部登陆，并增强为强热带风暴，进入南海。
11月23日午夜，海贝思达到巅峰，中心风力每小时130公里。当晚，海贝思受台风米娜影响，先于越南东部近海徘徊，进而转向东移动，减弱为强热带风暴。
11月25日，海贝思减弱为热带风暴。
11月27日，海贝思减弱为热带低气压，随后在布桑加岛登陆。当日下午再次在民都洛岛登陆，之后在岛上减弱为一低压区。
11月28日，海贝思在吕宋岛上逐渐消散。

## 未被國際命名的熱帶氣旋
除了被日本氣象廳命名的熱帶氣旋外，還有一些沒被命名的熱帶低氣壓和被聯合颱風警報中心認為是熱帶風暴的熱帶氣旋。以下列出那些熱帶氣旋的資料。

### 熱帶低氣壓
在5月1日，泰國氣象局發現一熱帶低氣壓於泰國附近形成，但日本氣象廳和聯合颱風警報中心只把它當作為一低壓區。同日，它越過邊界進入北印度洋範圍，並被印度氣象部定為低氣壓 BOB 01。它在5月5日消散。

### 熱帶低氣壓 06W
在8月3日，一熱帶低氣壓在越南順化市之東南形成。8月4日，聯合颱風警報中心將它升格為熱帶風暴。同日，聯合颱風警報中心將它降格為熱帶低氣壓。8月7日，聯合颱風警報中心為它發出最後報告。

### 熱帶低氣壓 14W
在9月20日，一熱帶低氣壓在關島之西形成。第二天，聯合颱風警報中心為它發出最後報告。

### 熱帶低氣壓 25W
在11月25日，一熱帶低氣壓在關島之東南形成。11月27日，聯合颱風警報中心為它發出最後報告。

### 熱帶低氣壓 26W
在11月28日，一熱帶低氣壓在硫磺島之西形成。同日，聯合颱風警報中心為它發出最後報告。

## 熱帶氣旋名單
西北太平洋的熱帶氣旋是由日本氣象廳東京颱風中心命名。名字是根據以下名單而定，不按年度劃分。風暴名字是由世界氣象組織颱風小組的成員提供，14個成員國和地區各自提交10個名稱，並以該國英文名稱按字母順序排列。在2007年使用的名字清單中，有3個名字被替換，新名字「海葵」、「帕卡」及「杜蘇芮」，分別取代了「龍王」、「麥莎」及「彩蝶」。2006年使用過的與本年未用名稱以灰色表示，黑體字表示今年已經使用過，粗體名稱表示該風暴活躍中。康妮是2007年第一個颱風。
| 提供國家／地區 | 名稱   | 名稱        | 名稱   | 名稱   | 名稱   |
| -------------- | ------ | ----------- | ------ | ------ | ------ |
| 柬埔寨         | 達維   | 康妮 0701   | 娜基莉 | 科羅旺 | 莎莉嘉 |
| 中國           | 海葵   | 玉兔 0702   | 風神   | 杜鵑   | 海馬   |
| 北韓           | 鴻雁   | 桃芝 0703   | 海鷗   | 彩虹   | 米雷   |
| 中國香港       | 啟德   | 萬宜 0704   | 鳳凰   | 彩雲   | 馬鞍   |
| 日本           | 天秤   | 天兔 0705   | 北冕   | 巨爵   | 蝎虎   |
| 老撾           | 布拉萬 | 帕布 0706   | 巴蓬   | 凱薩娜 | 洛坦   |
| 中國澳門       | 珍珠   | 蝴蝶 0707   | 黃蜂   | 芭瑪   | 梅花   |
| 馬來西亞       | 杰拉華   | 聖帕 0708   | 鸚鵡   | 茉莉   | 苗柏   |
| 密克罗尼西亚   | 艾雲尼 | 菲特 0709   | 森垃克 | 尼伯特 | 南瑪都 |
| 菲律賓         | 碧利斯 | 丹娜絲 0710 | 黑格比 | 盧碧   | 塔拉斯 |
| 南韓           | 格美   | 百合 0711   | 薔薇   | 銀河   | 奧鹿   |
| 泰國           | 派比安 | 韋帕 0712   | 米克拉 | 妮妲   | 玫瑰   |
| 美國           | 瑪莉亞 | 范斯高 0713 | 海高斯 | 奧麥斯 | 洛克   |
| 越南           | 桑美   | 利奇馬 0714 | 巴威   | 康森   | 桑卡   |
| 柬埔寨         | 寶霞   | 柯羅莎 0715 | 美莎克 | 燦都   | 納沙   |
| 中國           | 悟空   | 海燕 0716   | 海神   | 電母   | 海棠   |
| 北韓           | 清松   | 楊柳 0717   | 紅霞   | 蒲公英 | 尼格   |
| 中國香港       | 珊珊   | 玲玲 0718   | 白海豚 | 獅子山 | 榕樹   |
| 日本           | 摩羯   | 劍魚 0719   | 鯨魚   | 圓規   | 天鷹   |
| 老撾           | 象神   | 法茜 0720   | 燦鴻   | 南川   | 帕卡   |
| 中國澳門       | 貝碧嘉 | 琵琶 0721   | 蓮花   | 瑪瑙   | 珊瑚   |
| 馬來西亞       | 溫比亞 | 塔巴 0722   | 浪卡   | 莫蘭蒂 | 瑪娃   |
| 密克罗尼西亚   | 蘇力   | 米娜 0723   | 蘇廸羅 | 凡亞比 | 古超   |
| 菲律賓         | 西馬侖 | 海貝思 0724 | 莫拉菲 | 馬勒卡 | 泰利   |
| 南韓           | 飛燕   | 浣熊        | 天鵝   | 鮎魚   | 杜蘇芮 |
| 泰國           | 榴槤   | 威馬遜      | 莫拉克 | 暹芭   | 卡努   |
| 美國           | 尤特   | 麥德姆      | 艾濤   | 艾利   | 韋森特 |
| 越南           | 潭美   | 夏浪        | 環高   | 桑達   | 蘇拉   |

- 台灣中央氣象局名稱中譯表
- 香港天文台名稱中譯表

### 菲律賓熱帶氣旋命名法
菲律賓大氣地理天文部門 (PAGASA) 使用自己一套命名法，作於該國風暴責任範圍內的熱帶氣旋命名之用。名單每四年循環再用，因此本年名單與2003年的名單相同，但熱帶氣旋名稱 Batibot, Gilas, Harurot, Lakay, Manang, Nina, Pogi, Roskos 和 Sikat 則被 Bebeng, Goring, Hanna, Lando, Mina, Nonoy, Pedring, Ramon 和 Sendong 所取代。本年未用名稱以灰色字表示，粗體名稱則表示該風暴活躍中。
| - Amang 0702 - Bebeng 0704 - Chedeng 0706 - Dodong 0707 - Egay 0708 - Falcon 0711 - Goring 0712 | - Hanna 0714 - Ineng 0715 - Juaning 0720 - Kabayan 0721 - Lando 0724 - Mina 0723 - Nonoy（未用） | - Onyok（未用） - Pedring（未用） - Quiel（未用） - Ramon（未用） - Sendong（未用） - Tisoy（未用） - Ursula（未用） | - Viring（未用） - Weng（未用） - Yoyoy（未用） - Zigzag（未用） - Abe（未用） - Berto（未用） - Charo（未用） | - Dado（未用） - Estoy（未用） - Felion（未用） - Gening（未用） - Herman（未用） - Irma（未用） - Jaime（未用） |

## 內部連結
- 2007年大西洋颶風季
- 2007年太平洋颶風季
- 2007年北印度洋氣旋季
- 2006－2007年南半球熱帶氣旋季
- 2007－2008年西南印度洋熱帶氣旋季
- 2007－2008年澳洲地區熱帶氣旋季
- 2007－2008年南太平洋熱帶氣旋季

## 外部連結
- 聯合颱風警報中心
- 日本氣象廳熱帶氣旋資訊（页面存档备份，存于）
- Typhoon2000 菲律賓颱風網（页面存档备份，存于）
- 菲律賓大氣地理天文部門熱帶氣旋資訊
- 香港天文台熱帶氣旋資訊（页面存档备份，存于）
- 香港地下天文台熱帶氣旋資訊
- 香港民辦天文台熱帶氣旋資訊
- 澳門地球物理暨氣象局熱帶氣旋資訊
- 中央氣象局熱帶氣旋資訊
- 熱帶氣旋衛星影像（页面存档备份，存于）
- 熱帶氣旋衛星影像
- 數位颱風—熱帶氣旋資料及圖片（页面存档备份，存于）